# Normalny
Normalny (tytuł oryg. Normal) – amerykańska tragikomedia filmowa z 2003 roku, powstała na podstawie sztuki telewizyjnej Looking for Normal Jane Anderson.

## Fabuła
Irma i Roy Applewoodowie są małżeństwem od dwudziestu pięciu lat. Pewnego dnia Roy oświadcza, że nie chce żyć w zakłamaniu jako mężczyzna, ponieważ urodził się w niewłaściwym ciele i chce zmienić płeć. Członkowie jego rodziny są w szoku. Żona próbuje go zniechęcić do tego pomysłu, syn Wayne dostaje szału, jedynie córka Patty Ann wydaje się rozumieć ojca.

## Obsada
- Jessica Lange – Irma Applewood
- Tom Wilkinson – Roy „Ruth” Applewood
- Hayden Panettiere – Patty Ann Applewood
- Richard Bull – Roy Sr., ojciec Roya
- Mary Seibel – Em, matka Roya
- Danny Goldring – Pete
- Joseph Sikora – Wayne Applewood

i inni

## Nagrody i nominacje
Złote Globy 2003:
- Najlepszy film telewizyjny/miniserial (nominacja)
- Najlepszy aktor w filmie tv/miniserialu – Tom Wilkinson (nominacja)
- Najlepsza aktorka w filmie tv/miniserialu – Jessica Lange (nominacja)